# Arnold James Kerr
Arnold James (Moose) Kerr (ur. 1921 w Edmonton, zm. 17 września 2008 w Ottawie) – kanadyjski antropolog i nauczyciel, szef Northern Science Research Group (NSRG) w ramach Department of Indian Affairs and Northern Development.

## Życiorys
Urodził się w 1921 w rodzinie anglikańskiego duchownego w Edmonton w prowincji Alberta, dzieciństwo spędził w Peace River Country w prowincji Kolumbii Brytyjskiej, później rodzina przeniosła się do prowincji Ontario, w którego stolicy Toronto uczęszczał na tamtejszym uniwersytecie m.in. na zajęcia szczególnie go interesującej antropologii autochtonów Kanady północnej.
Jeszcze przed ślubem z Eleanor Robinson z rodziny anglikańskich misjonarzy czynnych w Japonii zaciągnął się w 1942 do Royal Canadian Air Force, a potem został wysłany do Wielkiej Brytanii, gdzie służył jako nawigator lotniczy bombowców Mosquito w 128 dywizjonie Royal Air Force, uczestnicząc w ponad 30 operacjach wojskowych. Po powrocie do Kanady ukończył studia licencjackie i podjął studia magisterskie na uniwersytecie w Toronto, przeprowadzając się w 1947 do Rupert House (nad Zatoką Jamesa) w prowincji Quebec, by tam zbierać materiały do pracy na temat zwyczajów jedzeniowych Indian Kri. Dalsze badania antropologiczne, które chciał prowadzić, wiązały się z pobytem w Terytoriach Północno-Zachodnich, jednak wobec braku możliwości zatrudnienia w wyuczonym zawodzie zdecydował się na podjęcie pracy (po uprzednim ukończeniu stosownych kursów) jako nauczyciel w szkole federalnej w wielojęzycznym i wielokulturowym Aklaviku, w którym spędził dwanaście lat, w krótkim czasie stając się (jako jedyny męski nauczyciel) dyrektorem tejże szkoły, noszącej od 1969 jego imię. W połowie lat 50. XX w. przewodził ruchowi sprzeciwiającemu się przeniesieniu miasta we wschodnie rejony delty Mackenzie (Inuvik).
Po zatrudnieniu jako szef Northern Science Research Group (NSRG; której głównym obszarem działań były przede wszystkim badania antropologiczne północnej Kanady), jednostki będącej częścią Department of Indian Affairs and Northern Development, przeniósł się wraz z rodziną do kanadyjskiej stolicy Ottawy. W latach 1965–1969 nadzorował interdyscyplinarny (nauki społeczne) program naukowy o nazwie Mackenzie Delta Research Project, dotyczący społeczności w północnej Kanadzie, przyczyniając się do zmiany podejścia rządu w kwestii rozwoju tych terenów oraz (dzięki zebraniu wokół siebie wielu młodych naukowców) do rozwoju badań nad tymi obszarami na przełomie lat 60. i 70. XX w. W 1978 otrzymał doktorat honoris causa Memorial University of Newfoundland.
Po przejściu na emeryturę przeprowadził się wraz z rodziną do hrabstwa Lanark. Zmarł nagle 17 września 2008 w Ottawie.